# نام ووهيون
نام ووهيون (هانغل: 남우현؛ هانجا:南優賢; من مواليد 8 فبراير، 1991), يعرف عادة بإسمه الفني  ووهيون (우현) هو مغني وكاتب أغاني وممثل من كوريا الجنوبية. وهو عضو في فرقة إنفينت التابعة لشركة ووليم إنترتينمنت.
مثل في عدة درامات من أشهرها : hi ! Shcool love on
و يعتبر ووهيون أجمل عضو في فرقة إنفينيت 
و له الكثير من المعجبين

## سيرة ذاتية
ولد ونشأ نام ووهيون في سول، كوريا الجنوبية، 8 فبراير عام 1991.ويتخصص حاليا في الموسيقى التطبيقية في معهد دونغ آه لوسائل الإعلام والفنون. لديه أخ أكبر، اسمه نام بو هيون. وهو صاحب مطعم BBQ الشعبي، والذي يقع في مدينة سول.
وفي مقابلة مع 10 آسيا، كشف ووهيون أنه كان يطمح في الأصل أن يصبح لاعب كرة قدم.

## مهنة  التمثيل

### دراما
المدرسة الثانويه بدأ الحب 
الرجل الألف

## ديسكوغرفيا

### الموسيقى التصويرية والأغاني المشتركة
| سنة  | ألبوم                                   | أغنية                                   | ملاحظات            |
| ---- | --------------------------------------- | --------------------------------------- | ------------------ |
| 2012 | 2012 SBS Gayo Daejun The Color Of K-Pop | 눈물나게 아름다운 (Tearfully Beautiful) | With Dramatic Blue |
| 2013 | Re;Code Episode II (Digital Single)     | 선인장 (Cactus)                         | With Lucia         |
| 2014 | Modern Farmer OST                       | 사랑이 올 때 (When Love Comes)          |                    |

### موسيقى والتأليف الشعري
| سنة  | أغنية                       | ألبوم         |
| ---- | --------------------------- | ------------- |
| 2013 | Beautiful                   | New Challenge |
| 2014 | 눈을 감으면 (Close My Eyes) | Season 2      |
| 2014 | 함께 (Together)             | Grow OST      |

## فيلموغرافيا

### دراما
| سنة  | Title              | دور        | TV network          |
| ---- | ------------------ | ---------- | ------------------- |
| 2012 | The Thousandth Man | نام ووهيون | مؤسسة منهوا للإذاعة |
| 2014 | Hi! School-Love On | شين ووهيون | كي بي إس2           |

### فيلم
| سنة  | عنوان                                                   | دور   |
| ---- | ------------------------------------------------------- | ----- |
| 2012 | INFINITE Concert Second Invasion Evolution The Movie 3D | بنفسه |
| 2014 | Grow: Infinite's Real Youth Life                        | بنفسه |

### ثنائي
| سنة  | عنوان      | دور   |
| ---- | ---------- | ----- |
| 2011 | Wara Store | بنفسه |

### إصدارات الأغني المصورة
| سنة  | عنوان الأغنية                       | الفنانين          | دور       |
| ---- | ----------------------------------- | ----------------- | --------- |
| 2007 | 귀가 멀어                           | KooPD ft. Dookang | Lead      |
| 2010 | Run                                 | Epik High         | Guitarist |
| 2011 | 바람아 불어라 (The Wind is Blowing) | Jisun             | Lead      |

## المسرح الموسيقي
| سنة  | عنوان              | دور     | Remarks                                                                                      |
| ---- | ------------------ | ------- | -------------------------------------------------------------------------------------------- |
| 2012 | Gwanghwamun Sonata | Ji-Yong | - Son of female lead, Yeoju. Reprised role again in Japan from January 4 to January 6, 2013. |

### العروض الواقعية
| سنة  | عنوان                                 | شبكة      | ملاحظات      |
| ---- | ------------------------------------- | --------- | ------------ |
| 2009 | Wide Girl Punch                       | Mnet      | ضيف          |
| 2010 | Lucky Strike 300                      | XTV       | ضيف          |
| 2010 | 1 vs. 100                             | كي بي إس2 | ضيف          |
| 2011 | Star King                             | سي بي سي  | ضيف          |
| 2011 | Immortal Songs 2                      | كي بي إس2 | ضيف          |
| 2011 | Strong Heart                          | سي بي سي  | ضيف          |
| 2011 | Let's Go! Dream Team Season 2         | كي بي إس  | ضيف، حلقة 86 |
| 2012 | Miss & Mr Idol Korea                  | إم بي سي  | ضيف          |
| 2012 | Lord of the Ring                      | إم بي سي  | ضيف          |
| 2012 | mbc Idol Crown Prince Chuseok Special | إم بي سي  | ضيف          |
| 2014 | Hello Counselor                       | كي بي إس  | ضيف          |

## روابط خارجية
- نام ووهيون على موقع ميوزك برينز (الإنجليزية)
- نام ووهيون على موقع ديسكوغز (الإنجليزية)
- نام ووهيون على موقع قاعدة بيانات الفيلم (الإنجليزية)